# Chamaecostus congestiflorus
Chamaecostus congestiflorus är en enhjärtbladig växtart som först beskrevs av Louis Claude Marie Richard och François Gagnepain, och fick sitt nu gällande namn av C.D.Specht och Dennis William Stevenson. Chamaecostus congestiflorus ingår i släktet Chamaecostus och familjen Costaceae. Inga underarter finns listade.